# Atom (editor)
Atom è un editor di testo open source sviluppato da GitHub. Inizialmente utilizzato internamente, è stato distribuito pubblicamente a partire dal 2015. Esso è basato su Chromium ed è scritto in CoffeeScript, il che gli permette di essere eseguito su qualsiasi piattaforma supportata da Chromium.

## Caratteristiche
Una delle sue caratteristiche principali è la possibilità di sviluppare pacchetti utilizzando Node.js. Atom possiede inoltre supporto al sistema di controllo di versione Git.
La maggior parte dei pacchetti che lo compongono fanno uso di licenze software open source. Ciò consente alla comunità di partecipare attivamente al suo sviluppo. A giugno 2015, anche se ancora in fase beta, conta più di 350 000 utenti che lo utilizzano regolarmente.
Gli sviluppatori di Facebook hanno sviluppato un editor per uso interno a partire da una versione modificata di Atom, pubblicato poi open-source con il nome di Nuclide. Microsoft, Docker e altre aziende hanno adottato per alcuni loro prodotti Electron, il componente alla base di Atom.

## Storia
Atom è stato pubblicato come versione beta 1.0 il 25 giugno 2015. I suoi sviluppatori lo chiamarono "hackable text editor for the 21st Century".
Risulta completamente personalizzabile in HTML, CSS, e JavaScript.
L'8 giugno 2022 è stato annunciato che il progetto Atom e tutti gli altri progetti sotto l'omonima organizzazione verranno definitivamente archiviati il 15 dicembre 2022 .